# Distretto di Zhenxing
Il distretto di Zhenxing (振兴区S, Zhènxīng QūP) è un distretto della Cina, situato nella provincia di Liaoning e amministrato dalla prefettura di Dandong.